# 李蒙
李 蒙（り もう）は、中国後漢末期の武将。

## 事績
初めは董卓に仕えた。孫堅が董卓討伐の兵を挙げた時、董卓はこの迎撃に先立ち、徐栄と李蒙を四方に派遣し、虜掠を行わせた。この時に徐栄が孫堅と遭遇し、これを撃ち破った。
初平3年（192年）、王允・呂布らが董卓を暗殺し、政権を握る。李蒙は董卓旧臣の李傕・樊稠・王方らと合流し、長安の城を陥落させ、この勢力を駆逐した。
興平2年（195年）2月、撫軍中郎将の官にあったが、李傕によって殺害された。

## 三国志演義
羅貫中の小説『三国志演義』では第9回で登場。李傕らが董卓の仇討ちのために攻め寄せてきた時、李蒙と王方は長安の内部からこれと内通し、王允・呂布らの勢力を駆逐する。
李傕らの政権が誕生すると校尉に任じられる。馬騰・韓遂の軍が長安に攻め寄せると、賈詡は専守防衛を主張するが、李蒙と王方はこれに反対。15000の兵を与えられ、馬騰らを迎撃する。しかし王方は馬超との一騎打ちで敗北。李蒙は退却する馬超を追撃するが、槍を突き出したところを身をかわされ、生け捕りにされた後、斬首刑に処される。